# Kardanova spojnica
Kardanova spojnica ili kardanov zglob je zglob koji služi za povezivanje dva vratila, čime ona formiraju kardanovo vratilo. Omogućava promenu (savijanje) ose prenosa momenta (za relativno značajne uglove).

## Spoljašnje veze
Mediji vezani za članak Kardanova spojnica na Vikimedijinoj ostavi